# Kagnout
Kagnout (ou Cagnout ou Cagnut ou Kañut) est une localité du Sénégal, situé en Basse-Casamance, à proximité de la rive gauche de l'estuaire du fleuve Casamance. Elle fait partie de la communauté rurale de Mlomp, dans l'arrondissement de Loudia Ouoloff, le département d'Oussouye et la région de Ziguinchor. Sur le plan administratif, elle est constituée de trois villages officiels : Cagnoute Bouhibane, Cagnoute Ebrouaye et Cagnoute Houyoho. le nouveau roi s'appelle Simeingbouhal Sambou

## Histoire
Le 25 mars 1851 les chefs de Kagnout cèdent définitivement l'île de Karabane à la France.
En 2003, les fromagers centenaires de Kagnout sont classés par les Monuments historiques. Le roi Actuelle s'appelle  ‹‹ Simeingbouhal Sambou

## Géographie
À vol d'oiseau, les localités les plus proches sont Karabane, Hitou, Kabounkoute, Niomoune, Loudia Diola, Mlomp et Samatit.

### Population
La population est constituée en majorité de Diolas. Cependant quelques étrangers s'y sont implantés ces dernières années.
Lors du dernier recensement (2002), Cagnoute Bouhimbane comptait 487 habitants, Cagnoute Ebrouaye 323 et Cagnoute Ouyohe 167.